# Bonriki
Bonriki est le plus grand îlot et le plus oriental de l'atoll de Tarawa, à Tarawa-Sud. L'îlot comprend 3 villages, Bonriki proprement dit, Temwaiku (5 504 habitants) et Tanaea (317 hab.). Le village de Bonriki proprement dit compte lui 3 075 habitants (2020) et l'aéroport international de Bonriki, le principal hub du pays. Le village s'est développé avec la construction d'une jetée en 1964 (Causeway) au lieu-dit Nawerewere, qui le relie à Bikenibeu et au-delà à Bairiki et à Betio.